# Camille Hermange
Pour les articles homonymes, voir Hermange.
 (décembre 2024).
Si vous disposez d'ouvrages ou d'articles de référence ou si vous connaissez des sites web de qualité traitant du thème abordé ici, merci de compléter l'article en donnant les références utiles à sa vérifiabilité et en les liant à la section « Notes et références ».
Camille Hermange (né le 14 juin 1921 à Soulgé-le-Bruant, mort le 9 mars 2007 à Clamart) est un syndicaliste et résistant, instituteur en Mayenne, et militant syndicaliste français. 
Mis à disposition de l’Association nationale des communautés d’enfants à Paris, Il fut directeur de l'Association nationale des communautés éducatives (de 1951 à 1982) et membre du Comité national consultatif des personnes handicapées jusqu'en 1990.

## Biographie
Il est pendant la Seconde Guerre mondiale, instituteur, puis directeur d'école en Mayenne. Il rejoint la résistance intérieure en 1943, après avoir reçu huit convocations pour le S.T.O. Il héberge alors de nombreux enfants réfugiés.
Ayant rejoint le maquis, il fait partie des Groupes mobiles franco-anglais de la Mayenne. Il  participe aux combats lors de la libération de Sainte-Suzanne le 7 août 1944.
Après la Libération, il est membre du comité local de libération de Sainte-Suzanne. Peu après, il redevient enseignant avant de prendre la responsabilité de l'Association Nationale des Communautés éducatives (1951-1982), comme spécialiste de l'éducation et du soin au profit des enfants handicapés. Il participe à de nombreux groupes de travail pour la mise au point des textes législatifs et de règlements relatifs aux personnes handicapées. 
Il est l'auteur d'essais sur les droits des personnes en situation de handicap écrits avec Annie Triomphe : "Droits des personnes handicapées en France", Ed. Balise et "Personnes handicapées, droits & démarches" par le Centre Technique National D'Études Et De Recherches Sur Les Handicaps Et Les Inadaptations.